# Opatinec
Opatinec je naseljeno mjesto u Republici Hrvatskoj u Zagrebačkoj županiji. Nalazi se u sastavu grada Ivanić-Grada. 

## Zemljopis
Naselje se proteže na površini od 2,88 km². 

## Stanovništvo
Prema popisu stanovništva iz 2001. godine Opatinec ima 316 stanovnika koji žive u 113 kućanstava. Gustoća naseljenosti iznosi 109,72 st./km².
| broj stanovnika | 389   | 381   | 374   | 411   | 415   | 398   | 390   | 389   | 323   | 343   | 327   | 282   | 246   | 235   | 316   | 321   | 283   |
|                 | 1857. | 1869. | 1880. | 1890. | 1900. | 1910. | 1921. | 1931. | 1948. | 1953. | 1961. | 1971. | 1981. | 1991. | 2001. | 2011. | 2021. |

## Vanjske poveznice
- Opatinec  Arhivirana inačica izvorne stranice od 17. travnja 2021. (Wayback Machine)